# De Horst (Groesbeek)

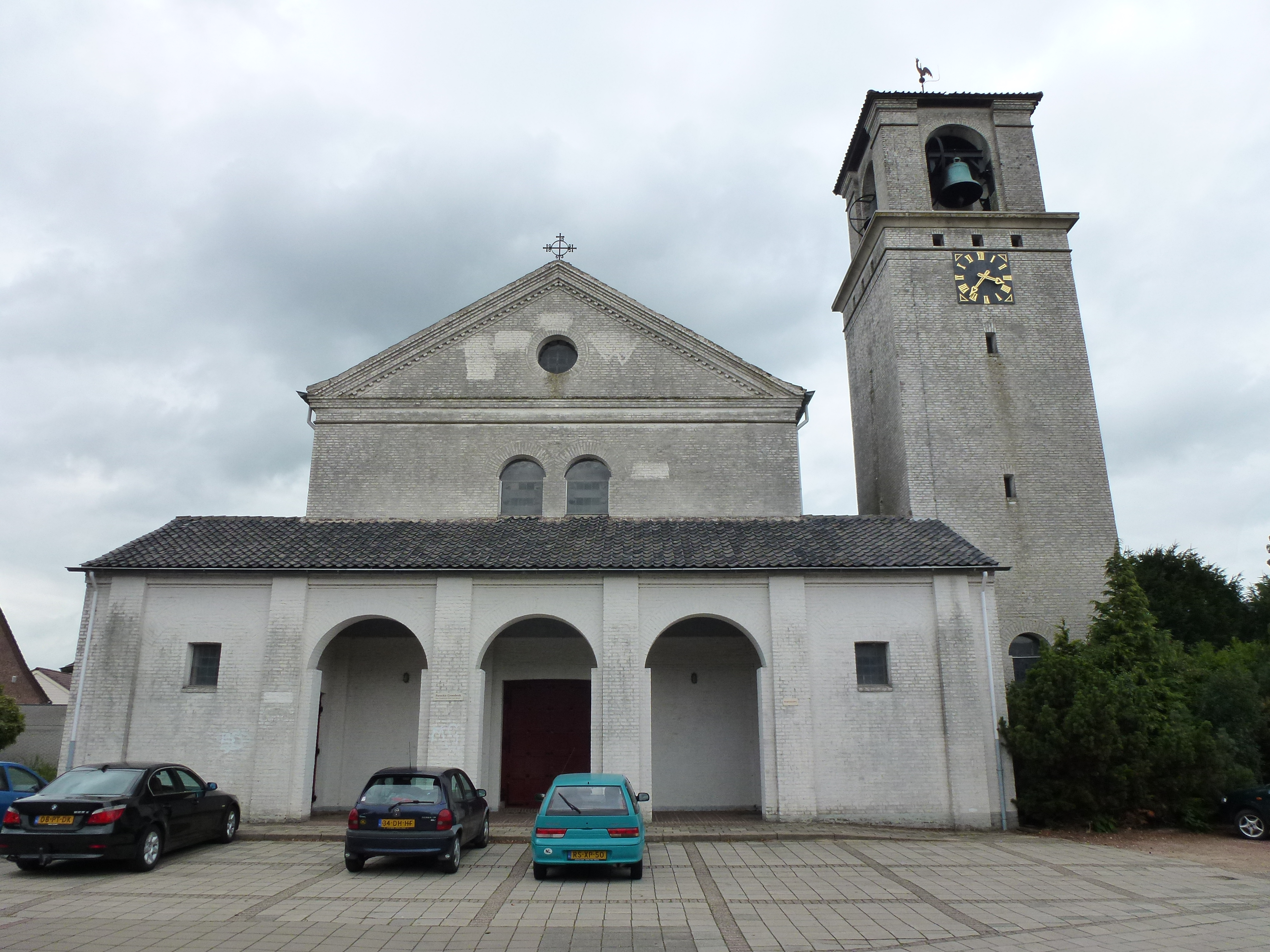
Goddelijk Hart van Jezuskerk

De Horst is een dorp in de Nederlandse gemeente Berg en Dal, provincie Gelderland.
De Horst ligt ten oosten van Groesbeek richting de Duitse grens. Op 1 januari 2016 telde de Horst 1.230 inwoners. Natuurgebied De Bruuk ligt tussen Breedeweg en De Horst. Na de naamsverandering van de fusiegemeente Groesbeek in gemeente Berg en Dal werd het plaatsnaambord veranderd in 'Groesbeek De Horst' vanwege de sterke band met Groesbeek.

## Sport
Op De Horst is een van de zes Groesbeekse voetbalclubs actief, namelijk DVSG. Op De Horst is ook een dameskorfbalvereniging De Horst.

## Trivia
- Men spreekt niet van in de Horst maar van op de Horst.

Dorpen: Beek · Berg en Dal · Breedeweg · Erlecom · Groesbeek · Heilig Landstichting · De Horst · Kekerdom · Leuth · Millingen aan de Rijn · Ooij · Persingen · Ubbergen

Buurtschappen: Bisselt (deels) · De Bruuk · Colonjes · Dennenkamp · Dekkerswald · Dukenburg · Grafwegen · Groenlanden · Haukes · Holdeurn · De Kamp · Kerstendal · Lagewald · Meerwijk · De Muchter · Nieuwerf · De Plak · De Ploeg · Stekkenberg · Thorense Molen · Tiengeboden · Valkenlaagte · Het Vilje · De Vlietberg · Wercheren · Zeeland